# Lygisma angustifolia
Lygisma angustifolia là một loài thực vật có hoa trong họ La bố ma. Loài này được (Wight) Hook. f. mô tả khoa học đầu tiên năm 1883.